# Sándor Rozsnyói
Sándor Rozsnyói, född 24 november 1930 i Zalaegerszeg, Zala, Kungariket Ungern,
död 2 september 2014, var en ungersk friidrottare.
Rozsnyói blev olympisk silvermedaljör på 3 000 meter hinder vid sommarspelen 1956 i Melbourne.